# Comunitat de Ciutats Ariane
La Comunitat de Ciutats Ariane (també CVA, per les seves sigles en francès, de communauté des villes Ariane) és una associació sense ànim de lucre creada el 17 de juliol de 1998 i inscrita a França, amb seu a Évry, a la rodalia de París. És una associació de ciutats europees (i empreses presents en elles) que compta amb trenta-cinc membres actius amb interessos comuns sobre la matèria espacial i que participen en el programa europeu de llançadores Ariane, de l'Agència Espacial Europea (ESA).
Les ciutats pertanyents al grup fomenten a més la iniciació i promoció de projectes, l'impuls de la cooperació econòmica entre els membres, el coneixement pels ciutadans dels beneficis del progrés tecnològic en el camp aeroespacial, la motivació dels joves per augmentar el seu interès per l'espai i la creació de les condicions òptimes i necessàries per als intercanvis culturals, en resum, promoure el sector i la cultura científica i tecnològica.

## Objectius de la CVA
Els objectius de la Comunitat de Ciutats Ariane són els següents:
- Agrupar a municipis i empreses industrials implantades en ells que participin en el programa europeu de llançadores espacials Ariane.
- Informar als ciutadans sobre els beneficis que es deriven de disposar d'activitat aeroespacial en les seves localitats, així com sobre la imatge positiva que aquestes ciutats gaudeixen en tot Europa.
- Posar èmfasi en l'impacte social i econòmic del programa de llançadors europeus Ariane, en els beneficis del progrés tecnològic que representa, i en les aplicacions dels satèl·lits per a la millora de la qualitat de vida i els serveis als ciutadans.
- Ajudar els joves a descobrir l'exploració espacial, i motivar-les a involucrar-se en activitats relacionades amb l'espai.
- Promocionar l'educació relacionada amb l'espai i els seus aspectes interculturals.
- Recordar que el programa Ariane és un precursor de l'èxit de cooperació europea i una font d'intercanvis internacionals.
- Facilitar l'establiment de relacions de cooperació a llarg termini entre les ciutats Ariane, les seves escoles, universitats i indústries.
- Presentar la Guaiana Francesa com una part integrant d'Europa, i el Port Espacial d'Europa a Kourou com a centre d'excel·lència per als llançaments i la posada en òrbita de coets.

## Membres
Actualment són membres de la CVA les següents ciutats (amb els seus respectius socis industrials i empreses):
- Augsburg (Alemanya)
- Barcelona (Espanya)
- Bordeus (França)
- Bremen (Alemanya)
- Charleroi (Bèlgica)
- Colleferro (Itàlia)
- Évry/Courcouronnes (França)
- C.R.P.G. (Conferència Regional Permanent de Guaiana, Guaiana Francesa)
- Kourou (Guaiana Francesa)
- Lampoldshausen (Alemanya)
- Les Mureaux (França)
- Lieja (Bèlgica)
- Madrid (Espanya)
- Mülhausen (França)
- Ottobrunn/Taufkirchen (Alemanya)
- Sevilla (Espanya)[5]
- Terrassa (Catalunya)[6]
- Tolosa de Llenguadoc (França)
- Vernon (França)
- Zúric (Suïssa)

Empreses
- Avio (Colleferro)
- Thales Alenia Space ETCA
- Arianespace
- CCIG
- CNES (Centre Nacional d'Estudis Espacials, de França)
- Clemessy
- Oerlikon Space AG (Zúric)
- EADS ASTRIUM Space Transportation (Bremen)
- EADS ASTRIUM Space Transportation (Ottobrunn)
- EADS Casa Espai
- AQUESTA (que és a més membre d'honor)
- GTD (Barcelona)
- MT Aerospace Ag
- Snecma Propulsion Solide (Bordeaux)
- Snecma (Vernon)
- Techspace Aero